# WatchESPN
WatchESPN foi um serviço de streaming e vídeos sob demanda (VOD) da ESPN para assistir onde e quando quiser, disponível para Android, IOS e desktop. 

## Histórico
Foi lançado em 2012, nele ocorre voltando-se às transmissões simultâneas com os canais ESPN, ESPN Brasil, ESPN2 e ESPN Extra e também transmissões exclusivas somente para assinantes da plataforma. Inicialmente, disponível apenas para assinantes da Sky, Vivo TV, NET, Claro TV, Oi TV, TV Alphaville, Nossa TV e Algar TV, além de outras operadoras. Os assinantes das operadoras de televisão por assinatura com os canais ESPN em seu pacote de TV tinham acesso a plataforma bastando inserir o mesmo login e senha usado no site da operadora.

### Fusão com o aplicativo ESPN Play
Em 2018, a Disney criou para os clientes de banda larga/móvel ou de serviços, o ESPN Play, área de vídeos sob demanda e eventos ao vivo dentro do Watch ESPN, que era possível comprar pelo aplicativo do Grupo Record, o PlayPlus, também pelo UOL Esporte e vários outros provedores de banda larga distribuídos no Brasil.
Em 2020, a Disney descontinuou o WatchESPN ao unificar de vez com o ESPN Play.

### Estreia como ESPN no Star+
Em 31 de agosto de 2021, com o lançamento do serviço de streaming Star+, o WatchESPN / ESPN Play foi descontinuado e todo o seu conteúdo, da rede ESPN, suas jornadas esportivas, séries originais, filmes e documentários são incorporados ao serviço.

## ESPN filmes e séries originais (ESPN Films e 30 for 30)
| Ano  | Título                                            | Sinopse |
| ---- | ------------------------------------------------- | --- |
| 2019 | Te Conto no Caminho                               | Dividida em 10 episódios, a Série é conduzida pela repórter e apresentadora Vivian Mesquita, profissional com larga experiência na cobertura dos esportes de ação e aventura, que viajou o Brasil e o mundo para entrevistar grandes nomes como os surfistas Ítalo Ferreira, Adriano de Souza, Silvana Lima, Maya Gabeira e Andrea Lopes, além dos skatistas Pedro Barros, Rony Gomes, Karen Jonz, Pamela Rosa e a patinadora (in-line) medalha de ouro nos X Games, Fabíola da Silva. A Série trata dos caminhos, escolhas e desafios enfrentados pelos atletas em busca da excelência naquilo que realizam, e ainda do lado humano e mais íntimo de cada um deles. |
| 2018 | A Reinvenção do Futebol Arte                      | Uma investigação sincera e profunda sobre a estreita relação entre o futebol brasileiro e a sociedade de nosso país. |
| 2018 | Caros Amigos                                      | Série em 4 episódios que traz grandes encontros entre futebol e música. O resultado disso é um bate-papo animado entre Rivellino e Zeca Pagodinho, Zico e Fagner, Abel Braga e Boca Livre, Edu e Clodoaldo e Zeca Baleiro. |
| 2018 | Destino Confidencial: O Ciclo de Vanderlei        | Documentário conta a trajetória do brasileiro Vanderlei Cordeiro de Lima, ex-maratonista e bronze nos Jogos Olímpicos de Atenas em 2004. |
| 2018 | Garrincha do Timão                                | Documentário que conta a história de união de dois gigantes do futebol: Garrincha e Corinthians. |
| 2018 | ESPN na Russia, o Filme                           | O retrato de um país pré-Copa do Mundo que também tem paixão pelo futebol e orgulho das suas tradições, um verdadeiro mergulho pela história e curiosidades da Russia. |
| 2018 | Crossroads                                        | A história inspiradora de como o lacrosse, esporte coletivo americano, transformou a vida dos alunos da Charlotte Secondary e de suas famílias. |
| 2018 | Maravich                                          | Ele viveu apenas 40 anos, mas nenhuma estrela do basquete brilhou mais que Pete Maravich. Sua história de triunfo e tragédia retratada nesse documentário, |
| 2018 | The Two Bills                                     | Documentário explora a história de quatro décadas entre Bill Belichick e Bill Parcells, duas lendas do futebol americano. |
| 2018 | The Worker´s Cup                                  | Dentro dos campos de trabalho do Catar, trabalhadores migrantes africanos e asiáticos que constroem as instalações da Copa do Mundo de 2022 competem em um torneio de futebol próprio: The Worker´s Cup. |
| 2017 | Todas as Cores                                    | O documentário traz a história dos Tamanduás Bandeira, o primeiro time LGBT de rugby no Brasil. Uma aventura sobre coragem e espírito de equipe que começa com desconhecidos treinando numa praça e termina com o convite para um amistoso com a seleção brasileira. |
| 2017 | Celtics x Lakers: Melhores Inimigos               | Existem rivalidades e existe o Boston Celtics contra o Los Angeles Lakers que sempre enfrentaram duelos épicos entre as equipes, em especial nas três finais clássicas da década de 80. |
| 2017 | Mike and The Mad Dog                              | Mike Francesa e Chris Russo eram personalidades totalmente diferentes mas encabeçaram o programa de esportes "Mike and The Mad Dog" durante 19 anos e mudaram a história do rádio esportivo para sempre. |
| 2017 | George Best                                       | Ele foi um ícone do futebol, George, um irlandês carismático que emocionou o Reino Unido com a sua habilidade com a bola teve a sua vida marcada por bebida e depressão. |
| 2017 | Courage Matters                                   | O filme explora a coragem de Charles Martin Newton de enfrentar o preconceito e ser o primeiro treinador a escalar negros para a sua equipe e liderar o time feminino na Universidade de Kentucky. |
| 2017 | Tommy Morrison: da rápida ascensão ao fim trágico | Ex-campeão peso pesado de boxe que derrotou George Foreman e inspirou o personagem do filme Rocky viu a sua vida esmorecer quando descobriu ser portador de HIV em 1996. A partir daí, Morrison se negou a aceitar a doença, caiu nas drogas e enfrentou a prisão. |
| 2016 | O.J. Made in America                              | Documentário dividido em 5 episódios conta a história do ex-jogador de futebol americano acusado de assassinar a ex-esposa. Vencedor do Oscar 2017 de melhor documentário em longa metragem. |
| 2016 | 1976 - O ano da invasão corinthiana               | Um grupo de amigos reviveu a emoção de refazer o trajeto Rio-São Paulo em uma Kombi, junto com o goleiro Tobias, um dos heróis do jogo, contando a situação do clube na década de 70: o time estava há 22 anos sem ganhar títulos, com elenco considerado mais frágil que o adversário, e o agravante de encarar o Flu em pleno Maracanã. |
| 2016 | Before they were Cowboys                          | O filme mostra a ligação de Jerry Jones e Jimmy Johnson, amigos da Universidade de Arkansas e responsáveis por transformar o Dallas Cowboys no time de futebol americano mais popular dos Estados Unidos. |
| 2016 | Believeland                                       | O documentário revive a relação de amor e fé de uma cidade com o esporte, um verdadeiro testemunho do quanto os esportes significam para Cleveland e o quanto Cleveland significa para o esporte. |
| 2016 | Catholics x Convicts                              | Dois alunos decidem entrar em campo com as camisas nomeadas Católicos x Condenados para provocar o time adversário sem saber que essa ideia se transformaria em um jogo histórico entre Notre Dame Fighting Irish e Miami Hurricanes em 1988. |
| 2016 | Fantastic Lies                                    | Em 13 de março de 2006, a equipe de lacrosse da Duke University programou uma festa sem saber que logo se transformaria em um pesadelo que mudou vidas, arruinou carreiras, manchou a reputação da escola e até colocou em risco o futuro do esporte. |
| 2016 | The '85 Bears                                     | Em 1985, o Chicago Bears dominou o jogo e incorporou tudo o que estava disponível naquela década memorável: o flash, o caos e uma atitude despreocupada. |
| 2016 | Mighty Ruthie                                     | O filme destaca a vida da lenda da WNBA Ruthie Bolton, "Mighty Ruthie", medalhista olímpica que iniciou a sua carreira ainda no basquete universitário em Auburn na década de 1980, e precisou abrir caminhos para provar seu talento se tornar uma estrela do esporte. |
| 2015 | Osmar Santos: vai que a vida é sua!               | Um mergulho nas quadro décadas que marcaram a carreira de um dos maiores locutores da história do rádio brasileiro: Osmar Aparecido Santos. |
| 2015 | Paixão, suor e graxa                              | Filme narrado pelo bicampeão mundial de Fórmula 1, Emerson Fittipaldi, presta uma justa homenagem aos pioneiros do automobilismo brasileiro e à memória do esporte no país. |
| 2015 | Son of the Congo: this is Africa                  | A incrível história de Serge Ibaka, nascido em Brazzaville capital da República do Congo, que viu a sua família ser separada e morta por causa da guerra, encontrou força e inspiração no seu pai que o apresentou o basquete. Ele venceu e se transformou em um jogador exemplar da NBA e embaixador da UNICEF para ajudar crianças congolesas. |
| 2015 | Chasing Tyson                                     | Evander Holyfield sabia que nunca poderia ganhar o respeito que ele tanto queria se não derrotasse Mike Tyson. Quando os dois finalmente lutaram, o mundo testemunhou não uma, mas duas das lutas mais memoráveis do esporte. |
| 2015 | Shaq and Dale                                     | Um profundo olhar sobre a relação entre Shaquille O'Neal e seu treinador de basquete na LSU, Dale Brown. |
| 2015 | Dominique belongs to us                           | O futebol era o esporte que interessava na Geórgia, mas Dominique Wilkins tentou mudar isso com suas enterradas voadoras e mostrando que o esporte iria além do futebol. |
| 2014 | Brian and the Boz                                 | Barry Switzer e Brian Bosworth, ultrapassaram seus laços de sangue para se tornarem uma dupla imbatível no futebol americano conquistando 31 vitórias em 3 temporadas. Bosworth, o pai, analisa os erros que cometeu e repassa as lições que aprendeu ao filho. É um retrato revelador de um homem que tinha e perdeu tudo, e uma viagem de volta a uma época em que o suficiente não era suficiente. |
| 2014 | O mito de Garrincha                               | O gênio das pernas tortas encantou nos campos mas viu a sua vida fora deles ser destruída por causa do alcoolismo. |